# Groupe Richard
Le groupe Richard, aussi appelé les maisons Richard, est une entreprise française spécialisée dans le café et le vin. Il fournit notamment les bars, cafés, bistrots et restaurants français. Depuis 1955, il est torréfacteur et distributeur de café d'un côté, négociant et producteur de vin de l'autre.
Sa branche café est connue sous le nom de Cafés Richard. Selon le sociologue Pierre Boisard, c'est l'un des « grands distributeurs de café et de boissons » avec Tafanel et Olivier Bertrand. Dans les années 2010, le groupe est « incontournable » et « leader sur le café » dans les cafés, hôtels et restaurants de France.

## Histoire

### 1920-1955: vin
En 1920, Henri Richard reprend à vingt-deux ans l'entreprise de vente de vin en gros de son cousin, dont l'inventaire se résume à 10 000 hectolitres de vin, trois attelages, quatre chevaux et une chèvre.

### Depuis 1955: vin et café
En 1955, André Richard lance la branche « café » du groupe Richard. En 1960, celle-ci est reprise par son frère Pierre. La même année, la famille Richard achète huit domaines viticoles dans le Bordelais, le Beaujolais et la vallée du Rhône pour une superficie totale de 600 hectares. Ces domaines produisent 2,9 millions de bouteilles. 1,4 millions sont distribuées par le groupe, ce qui constitue 5,5 % de ses ventes.
En 2011, la Maison Richard rachète Inter Caves, le deuxième réseau de cavistes de France.
Dans les années 2010 :
- la branche « vins » distribue 21 millions de bouteilles par an dans les cafés et restaurants de France ;
- le groupe brûle, dans les usines de torréfaction de Gennevilliers et de Tours, 6 700 tonnes de café par an pour approvisionner les réseaux de consommation hors domicile. 40 % des ventes sont conclues avec des cafés, hôtels et restaurants, tandis que les 60 % restants le sont par les chaînes de restauration, collectivités, mairies, maisons de retraite et parcs de loisirs.

Une série de boutiques ouvertes au grand public existe sous le nom « Comptoirs Richard ».